# みきさちこ
みき さちこ（1938年4月27日 - ）は、日本の女性声優。東京都出身。以前はアーツビジョンに所属していた。

## 出演作品

### テレビアニメ
- 青いブリンク（母）
- アルジェントソーマ（スミス夫人）
- 昭和アホ草紙あかぬけ一番!（女理事長）
- 天空のエスカフローネ（ひとみの祖母）
- WOLF'S RAIN（婦人）

### OVA
- BLUE SEED 2（えり子）
- 麻雀飛翔伝 哭きの竜（和子）

### 吹き替え
- イングリッシュ・ペイシェント